# Game (Perfume)
Game is het debuutalbum van de Japanse groep Perfume, uitgebracht door Tokuma Japan Communications op 16 april 2008. Game is het eerste studioalbum van Perfume dat volledig gecomponeerd is door Yasutaka Nakata.

## Nummers
| 1.                 | Polyrhythm (ポリリズム; Poririzumu)                             | 4:09 |
| 2.                 | Plastic Smile                                                   | 4:36 |
| 3.                 | Game                                                            | 5:06 |
| 4.                 | Baby Cruising Love                                              | 4:41 |
| 5.                 | Chocolate Disco (チョコレイト・ディスコ; Chokoreito Disuko)     | 3:46 |
| 6.                 | Macaroni (マカロニ; Makaroni)                                   | 4:39 |
| 7.                 | Ceramic Girl (セラミックガール; Seramikku Gāru)                 | 4:34 |
| 8.                 | Take Me Take Me                                                 | 5:28 |
| 9.                 | Secret Secret (シークレットシークレット; Shīkuretto Shīkuretto) | 4:57 |
| 10.                | Butterfly                                                       | 5:41 |
| 11.                | Twinkle Snow                                                    | 3:49 |
| 12.                | Puppy Love                                                      | 4:32 |
| Totale duur: 56:16 |                                                                 |      |

| Nr. | Titel                                         | Duur |
| --- | --------------------------------------------- | ---- |
| 1.  | Polyrhythm (Live at Liquidroom Nov.8 '07)"    |      |
| 2.  | Seventh Heaven (Live at Liquidroom Nov.8 '07) |      |
| 3.  | Macaroni: Original Version                    |      |
| 4.  | Ceramic Girl: Drama Another Version           |      |
| 5.  | Macaroni: A-chan Version                      |      |
| 6.  | Macaroni: Kashiyuka Version                   |      |
| 7.  | Macaroni: Nocchi Version                      |      |